# Kuningan (ville)
Pour les articles homonymes, voir Kuningan.
Kuningan est une ville et un district situé à l'est du Java occidental, dans le kabupaten de Kuningan dont c'est la capitale.
Sa population est estimée à 113 860 habitants en 2023.